# Festival Internacional de Curtas-Metragens de Upsala
O Festival Internacional de Curtas-Metragens de Upsala (Uppsala Short Film Festival) é um festival de cinema internacional dedicado a curta-metragens que ocorre anualmente na cidade de Uppsala, Suécia. É um dos mais importantes festivais de cinema do mundo dentre os dedicados exclusivamente a filmes de curta-metragem.

## História
O evento ocorre todos os anos, desde sua fundação em 1982. A partir de 2002, o vencedor do Uppsala Grand Prix e o vencedor do Uppsala Film Jackdaw de Melhor Filme Infantil são elegíveis para se inscreverem ao Oscar.
O Festival Internacional de Curtas-Metragens de Uppsala, principal evento sueco para curtas-metragens, apresenta mais de trezentos filmes, além de palestras e seminários que oferecem uma visão sobre o cinema, a cultura e a história suecas. Participam do evento cineastas suecos e internacionais, assim como outros profissionais ligados ao cinema. Os filmes exibidos são agrupados em diferentes seções incluindo filmes de ficção, documentários, filmes experimentais e de animação. Além de novos lançamentos são também apresentadas mostras retrospectivas.